# John O’Shea (labdarúgó)
John Francis O’Shea (Waterford, Írország, 1981. április 30. –) ír labdarúgó, labdarúgóedző, az ír válogatott megbízott szövetségi kapitánya.
Pályafutása során hátvédként és középpályásként is bevethető volt, de szerepelt csatárként, sőt kapusként is. Olyan csapatokban játszott, mint a Manchester United, a Sunderland és a Reading.

## Pályafutása

### Manchester United
O’Shea 1998-ban, 17 évesen kapott profi szerződést a Manchester Unitedtől. 1999-ben, egy Aston Villa ellen 3–0-ra elveszített Ligakupa-meccsen debütált az első csapatban. A következő években csapata kölcsönadta a Bournemouth-nak és a Royal Antwerpnek is, hogy tapasztalatot gyűjtsön. A 2002–03-as szezontól számított rá komolyabban a United, az idény során szélső hátvédként, középhátvédként és védekező középpályásként is pályára küldték.
A következő szezonban a Vörös Ördögöknek nélkülözniük kellett a kihagyott drogteszt miatt hosszú időre eltiltott Rio Ferdinandot. O’Shea-ra bízták a pótlását, aki jó munkát végzett, és a csapat be is jutott az FA-kupa döntőjébe, ahol 3–0-s győzelmet aratott a Millwall felett. A 2004–05-ös évad középszerűre sikerült a számára, időközben a Newcastle Uniteddel és a Liverpoollal is szóba hozták, de a manchesterieknél maradt. Az idény során lőtt egy gólt az Arsenal ellen, ő állította be a 4–2-es végeredményt, amikor átemelte a labdát Manuel Almunia fölött.
Gary Neville sérülése miatt a 2005–06-os szezonban több játéklehetőséghez jutott, de nem nyújtott jó teljesítményt, Roy Keane többek között őt is kritizálta az azóta híressé vált nyilatkozatában. 2007. február 4-én, a Tottenham Hotspur ellen ő állt be a kapuba, amikor Robbie Keane eltörte Edwin van der Sar orrát. Nem kapott gólt. Egy hónappal később győztes gólt szerzett a Liverpool ellen az Anfielden. Ez a győzelem nagyon fontos volt ahhoz, hogy a Manchester United megnyerje a bajnokságot.
A 2007–08-as idényben O’Shea többször csatárként lépett pályára a Unitedet sújtó sérüléshullám miatt. 2007. november 23-án egy új, 2012-ig szóló szerződést írt alá a csapattal. A szezon végén megnyerte a Bajnokok Ligáját a Vörös Ördögökkel. A következő évadban O’Shea kezdőként kapott lehetőséget a Ligakupa döntőjében, és a UEFA-bajnokok ligája elődöntőjének első meccsén győztes gólt szerzett az Arsenal ellen. A döntőt a kispadról nézte végig.

## Válogatott
O’Shea 2001. augusztus 15-én kapott először lehetőséget az ír válogatottban, csereként léphetett pályára Horvátország ellen. Nem sikerült jól a debütálása, ugyanis a hosszabbításban büntetőhöz juttatta az ellenfelet.

## Sikerei, díjai

### Klub
- Manchester United
  - Angol bajnok: 2002-03, 2006-07, 2007-08, 2008-09, 2010-2011
  - FA-kupa-győztes: 2003-04
  - Ligakupa-győztes: 2005-06, 2008-09
  - FA Community Shield-győztes: 2003, 2007, 2008, 2010
  - Bajnokok Ligája-győztes: 2007-08
  - FIFA-klubvilágbajnok: 2008

### Válogatott
- Írország U16
  - U16-os labdarúgó-Európa-bajnokság: 1998

## Külső hivatkozások
- John O’Shea adatlapja a Transfermarkt honlapján (angol nyelven). Transfermarkt
- John O’Shea (labdarúgó) adatlapja a National-Football-Teams.com oldalon (angolul)

- John O’Shea adatlapja a worldfootball.net oldalon (angolul)
- John O'Shea pályafutásának statisztikái a Soccerbase oldalon (angolul)

- John O’Shea adatlapja a Manchester United honlapján (angol nyelven). manutd.com. [2011. szeptember 12-i dátummal az eredetiből archiválva]. (Hozzáférés: 2019. április 30.)